# Коричневые змеи
Коричневые змеи (лат. Storeria) — род змей из семейства ужеобразных.

## Описание
Общая длина представителей этого рода колеблется от 20 до 35 см. Голова небольшая, широкая. Туловище коренастое. Окраска в основном коричневая. Брюхо желтоватое или красное. Имеют способность менять цвет кожи, темнеть, даже становиться чёрными. Вдоль туловища тянутся узкие светлые полосы, между которыми расположены тёмные точки.

## Образ жизни
Населяют влажные места, избегают открытых пространств. Активны ночью. Питаются беспозвоночными, улитками, мелкими земноводными.

## Размножение
Это яйцеживородящие змеи.

## Распространение
Обитают в Северной и Центральной Америке. 

## Классификация
На июль 2018 года в род включают 5 видов:
- Storeria dekayi (Holbrook, 1839) — Змея Декея
- Storeria hidalgoensis Taylor, 1942
- Storeria occipitomaculata (Storer, 1839) — Пятнистоголовая коричневая змея
- Storeria storerioides (Cope, 1866)
- Storeria victa (Hay, 1892)

## Галерея

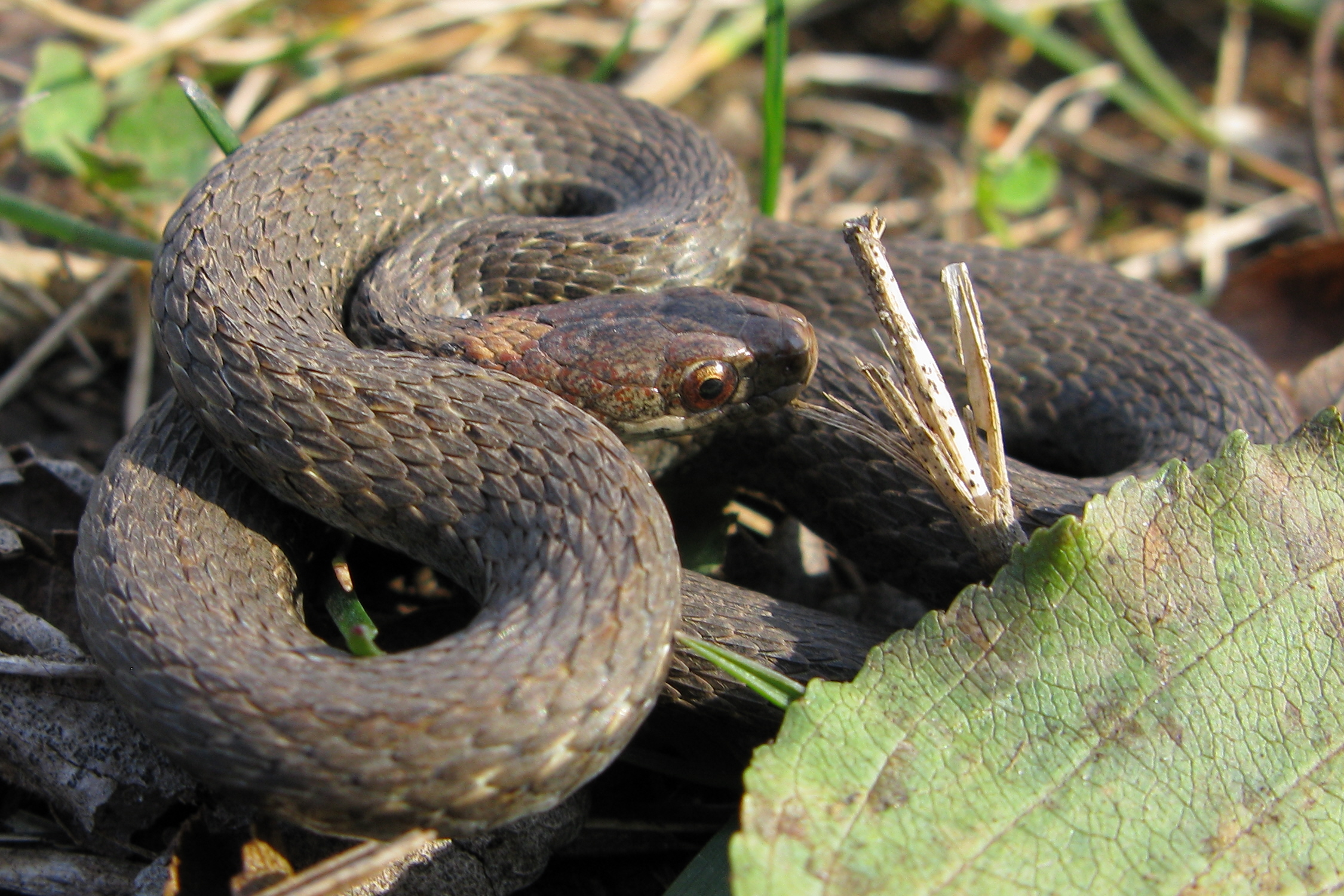
Пятнистоголовая коричневая змея
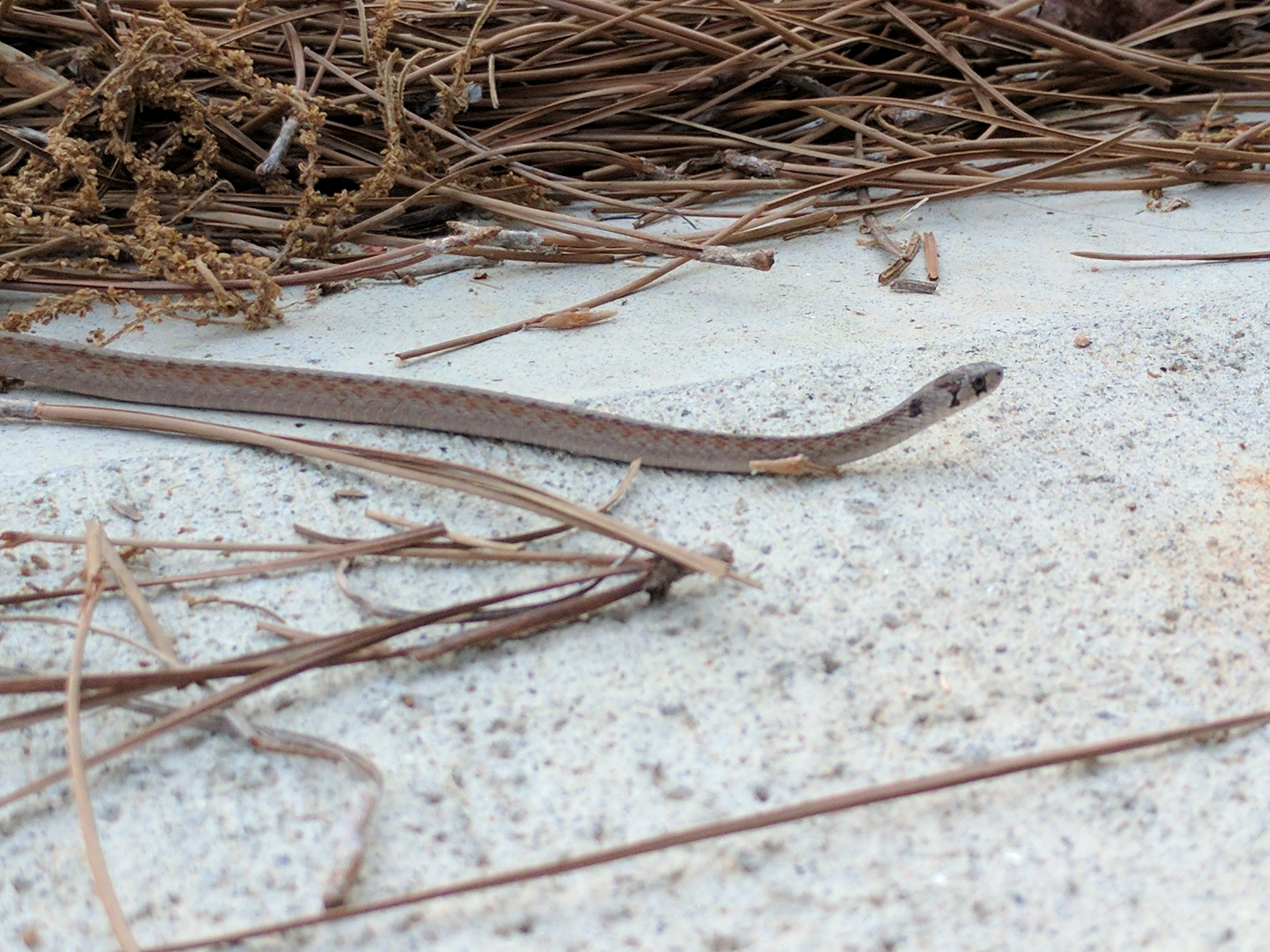
Storeria victa